# Josef Benedikt Kuriger

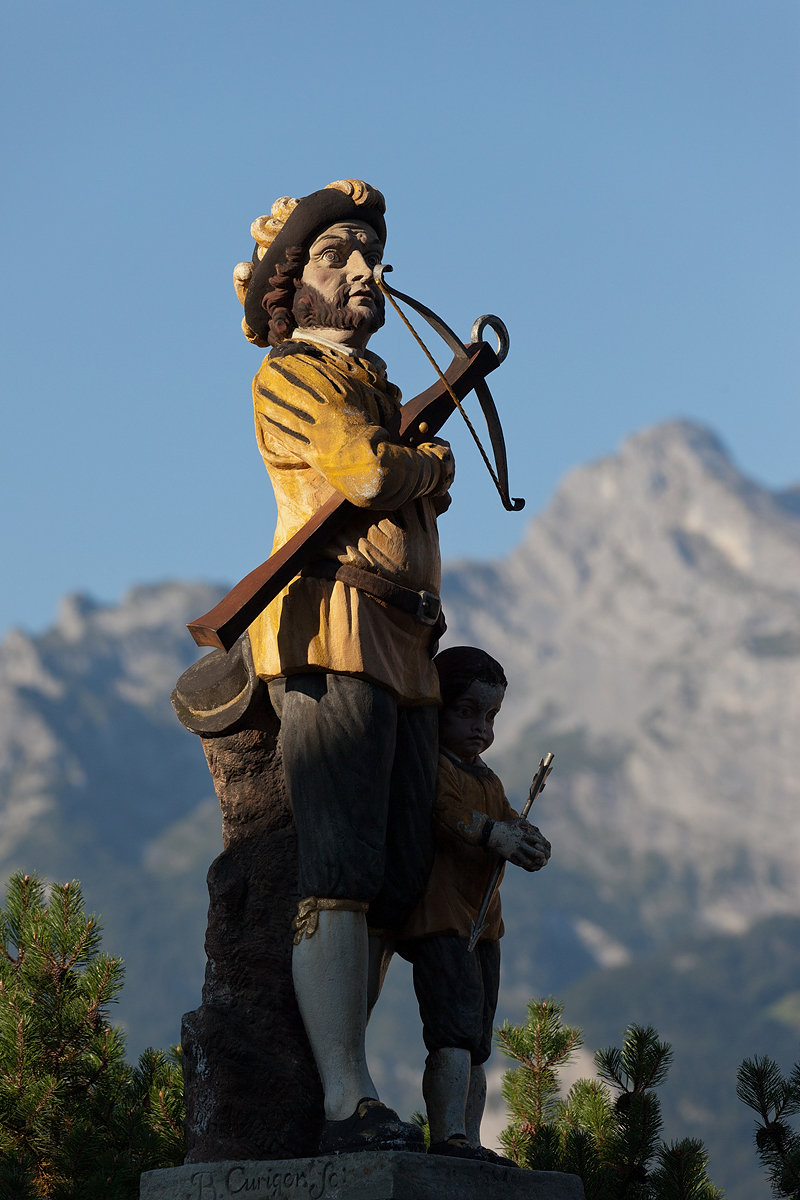
Tell-Denkmal in Bürglen (UR), Standbild von Josef Benedikt Kuriger (1786)

Josef Benedikt Kuriger (Vorname auch in der Schreibung Joseph, Nachname in den Schreibungen Curiger, Couriger, Courrigé, Curriger; * 25. Mai 1754 in Einsiedeln; † 6. Juli 1819 in Wettingen) war ein Schweizer Bildhauer und Modelleur und einer der Wegbereiter des biologischen Modellbooms in der zweiten Hälfte des 19. Jahrhunderts.

## Leben
Josef Benedikt Kuriger war ein Sohn des Goldschmieds Augustin Mathias Kuriger (1723–1780) und der jüngere Bruder des Goldschmieds und Wachsbossierers Sohn Josef Anton Kuriger (1750–1830). Er betätigte sich als Bildhauer in Einsiedeln, Basel und Paris. In der Seinemetropole arbeitete er am anatomischen Theater, was ihm die nötige Erfahrung gab, um von der Modellierung künstlerischer Objekte zur Gestaltung anatomischer Modelle überzugehen. Unter anderem stellte Kuriger Wachsmodelle nach Vorlagen Antonio Scarpas, Albrecht von Hallers, Bernhard Siegfried Albinus’ und von den Embryonentafeln der Icones embryonum humanorum Samuel Thomas von Soemmerrings  her.